# Team People4you-Unaas Cycling
Team People4you-Unaas Cycling was een wielerploeg die een Zweedse licentie heeft. De ploeg bestond sinds 2012. Team People4you-Unaas Cycling kwam uit in de continentale circuits van de UCI. Aike Visbeek was de manager van de ploeg. Aan het eind van 2014 werd de ploeg opgeheven

## Seizoen 2014

### Transfers
| Inkomend | Team 2013 | Uitgaand             | Team 2014                      |
| -------- | --------- | -------------------- | ------------------------------ |
|          |           | Philip Lindau        | Joker Merida                   |
|          |           | Jo Kogstad Ringheim  | Joker Merida                   |
|          |           | Fredrik Ludvigsson   | Giant-Shimano Development Team |
|          |           | Christian Bertilsson | Giant-Shimano Development Team |
|          |           | Robert Pölder        | Giant-Shimano Development Team |
|          |           | Michael Olsson       | Ringeriks-Kraft Look           |

## Seizoen 2013

### Overwinningen in de UCI Europe Tour
| Datum       | Wedstrijd                          | Cat. | Winnaar            |
| ----------- | ---------------------------------- | ---- | ------------------ |
| 31 maart    | 2e etappe Boucle de l'Artois (ITT) | 2.2  | Fredrik Ludvigsson |
| 30-31 maart | Eindklassement Boucle de l'Artois  | 2.2  | Fredrik Ludvigsson |
| 11 mei      | Scandinavian Race in Uppsala       | 1.2  | Alexander Gingsjö  |
| 23 juni     | Zweeds kampioenschap               | CN   | Michael Olsson     |
| 23 juni     | Zweeds kampioenschap, Beloften     | CN   | Robert Pölder      |

### Renners
| Naam                      | Geboortedatum     | Nationaliteit | Ploeg 2012                   |
| ------------------------- | ----------------- | ------------- | ---------------------------- |
| Christian Bertilsson      | 5 september 1991  | Zweden        | Team Cykelcity.se            |
| Johan Broberg             | 12 mei 1992       | Zweden        | Team Cykelcity.se            |
| Linus Dahlberg            | 10 oktober 1987   | Zweden        | OneCo-Mesterhus Cycling Team |
| Alexander Gingsjö         | 23 december 1980  | Zweden        | Neo                          |
| Sebastian Ferner Johansen | 9 mei 1990        | Noorwegen     |                              |
| Philip Lindau             | 18 augustus 1991  | Zweden        | Team Cykelcity.se            |
| Fredrik Ludvigsson        | 28 april 1994     | Zweden        | Neo                          |
| Magnus Nordahl            | 25 maart 1990     | Noorwegen     |                              |
| Michael Olsson            | 4 maart 1986      | Zweden        | Team Cykelcity.se            |
| Jonas Orset               | 29 september 1990 | Noorwegen     | Frøy-Trek                    |
| Robert Pölder             | 21 juni 1991      | Zweden        | Team Cykelcity.se            |
| Jo Kogstad Ringheim       | 16 februari 1991  | Noorwegen     |                              |